# 玻利维亚 (古巴)
玻利维亚（Bolivia）是古巴中部謝戈德阿維拉省的一個自治市和城市。位於該省的東北部，鄰近希圭灣和羅馬諾島。面積918平方公里，2004年時人口為16612人。